# Юзовское месторождение
Юзовское месторождение — месторождение газоносных сланцев. Расположено в пределах Донецкой и Харьковской областей Украины.
Общая площадь месторождения составляет порядка 7886 км². По оценке Госгеонедр ресурсы сланцевого газа Олесской площади составляют около 2,5 трлн м³ газа, а Юзовской — до 10 трлн кубометров. Проектная мощность месторождения составляет 10 млрд м³/год. Прогнозируемые запасы составляют 2—4 трлн м³ сланцевого газа.

## История
В мае 2012 года конкурс на право заключения соглашения на разработку Юзовского месторождения, проведенный Государственной службой геологии и недр Украины, выиграла британско-нидерландская компания Shell. Участие в конкурсе также принимали участие ExxonMobil и ТНК-BP.
По оценкам Межведомственной комиссии по организации заключения и выполнения СРП, промышленная добыча сланцевого газа на Юзовском месторождении должна была стартовать в 2018—2019 годах.
В марте 2015 года Укргаздобыча и Shell после завершения поисково-разведочных работ в Харьковской области решили прекратить совместный газовый проект из-за его экономической нецелесообразности.
В 2023 году в связи с наступлением России на Бахмут в ходе вторжения в Украину исследователи отмечают, что Бахмут расположен на юго-востоке Юзовского месторождения, и «контроль над Юзовским месторождением значительно укрепил бы стратегию Путина по использованию экспорта российского газа в качестве оружия. Даже превращение Юзовской в милитаризированную ничью землю или разрушенную пустошь могло бы отбросить движение Украины к энергетическому суверенитету на десятилетия назад».